# Euptilomyia frontalis
Euptilomyia frontalis là một loài ruồi trong họ Tachinidae.